# Александер Горгонь
Александер Горгонь (нім. Alexander Gorgon, пол. Aleksander Gorgoń, нар. 28 жовтня 1988, Відень) — австрійський футболіст польського походження, півзахисник, нападник клубу «Погонь».

## Ігрова кар'єра
Вихованець «Аустрії» (Відень), спочатку виступав за її резервну команду. 2 жовтня 2010 року він дебютував у австрійській Бундеслізі, вийшовши на заміну в кінцівці домашнього поєдинку проти «Штурму». 28 серпня 2011 року Горгонь забив свій перший гол на вищому рівні, відкривши рахунок у домашній грі з командою «Адміра Ваккер». 
У сезоні 2012/13 став з командою чемпіонам Австрії, зігравши у 31 матчі чемпіонату того сезону. Значну частину сезону 2013/14 він пропустив через травму, проте після відновлення знову став основним гравцем і в сезоні 2015/16 Горгонь в ряді матчів був капітаном «Аустрії».
У середині серпня 2016 року Горгонь перейшов у хорватську «Рієку». Станом на 10 березня 2018 року відіграв за команду з Рієки 39 матчів в національному чемпіонаті.

## Статистика виступів

### Статистика клубних виступів
| Сезон                        | Команда                      | Чемпіонат                    | Чемпіонат | Чемпіонат | Національний кубок | Національний кубок | Національний кубок | Континентальні кубки | Континентальні кубки | Континентальні кубки | Інші змагання | Інші змагання | Інші змагання | Усього | Усього |
| Сезон                        | Команда                      | Ліга                         | Ігор      | Голів     | Ліга               | Ігор               | Голів              | Ліга                 | Ігор                 | Голів                | Ліга          | Ігор          | Голів         | Ігор   | Голів  |
| ---------------------------- | ---------------------------- | ---------------------------- | --------- | --------- | ------------------ | ------------------ | ------------------ | -------------------- | -------------------- | -------------------- | ------------- | ------------- | ------------- | ------ | ------ |
| 2006–07                      | «Аустрія» 2                  | ЕЛ (ІІ)                      | 2         | 0         | КА                 | 0                  | 0                  | -                    | -                    | -                    | -             | -             | -             | 2      | 0      |
| 2007–08                      | «Аустрія» 2                  | ЕЛ (ІІ)                      | 12        | 1         | КА                 | 0                  | 0                  | -                    | -                    | -                    | -             | -             | -             | 12     | 1      |
| 2009–10                      | «Аустрія» 2                  | ЕЛ (ІІ)                      | 12        | 1         | КА                 | 0                  | 0                  | -                    | -                    | -                    | -             | -             | -             | 12     | 1      |
| 2010–11                      | «Аустрія» 2                  | РЛ (ІІІ)                     | 23        | 7         | КА                 | 1                  | 0                  | -                    | -                    | -                    | -             | -             | -             | 24     | 7      |
| Усього за «Аустрію» 2        | Усього за «Аустрію» 2        | Усього за «Аустрію» 2        | 49        | 9         |                    | 1                  | 0                  |                      | -                    | -                    |               | -             | -             | 50     | 9      |
| 2010–11                      | «Аустрія» (Відень)           | БЛ                           | 3         | 0         | КА                 | 0                  | 0                  | ЛЄ                   | -                    | -                    | -             | -             | -             | 3      | 0      |
| 2011–12                      | «Аустрія» (Відень)           | БЛ                           | 31        | 6         | КА                 | 2                  | 0                  | ЛЄ                   | 9                    | 1                    | -             | -             | -             | 42     | 7      |
| 2012–13                      | «Аустрія» (Відень)           | БЛ                           | 30        | 10        | КА                 | 4                  | 1                  | -                    | -                    | -                    | -             | -             | -             | 34     | 11     |
| Усього за «Аустрію» (Відень) | Усього за «Аустрію» (Відень) | Усього за «Аустрію» (Відень) | 64        | 16        |                    | 6                  | 1                  |                      | 9                    | 1                    |               | -             | -             | 79     | 18     |
| Усього за кар'єру            | Усього за кар'єру            | Усього за кар'єру            | 113       | 25        |                    | 7                  | 1                  |                      | 9                    | 1                    |               | -             | -             | 129    | 27     |

## Досягнення
«Аустрія»
- Чемпіон Австрії (1): 2012/13
- Фіналіст Кубка Австрії (1): 2012/13

 «Рієка»
- Чемпіон Хорватії (1): 2016/17
- Володар Кубка Хорватії (3): 2016/17, 2018/19, 2019/20

## Особисте життя
Його батько, Войцех Горгонь, також футболіст, грав за «Віслу», «Заглембе» і молодіжну збірну Польщі, з якою їздив на молодіжний чемпіонат світу 1983 року. По завершенні ігрової кар'єри був футбольним арбітром в Австрії, де і народив сина Александера. Мати, Марта Лелович, чемпіон Польщі з художньої гімнастики.